# بيتر كينيون
بيتر كينيون (بالإنجليزية: Peter Kenyon)‏ هو مدرب كرة قدم بريطاني، ولد في 1954 في ستاليبريدج ‏ في المملكة المتحدة.